# Сухова, Тамара Николаевна
Тамара Николаевна Сухова — советский хозяйственный и государственный деятель, лауреат Государственной премии СССР за выдающиеся достижения в труде.

## Биография
Родилась в 1939 году. Член КПСС.
В 1956—1991 годах — ученица сборщика, сборщица часов Второго Московского часового завода Министерства приборостроения СССР.
Все собираемые Суховой марки часов были отмечены Знаком качества.
За повышение эффективности и качества работы на основе совершенствования техники и технологии производства была в составе коллектива удостоена Государственной премии СССР за выдающиеся достижения в труде 1979 года.
Делегат XXVI съезда КПСС.
Член Комитета советских женщин.
Жила в Москве.

## Награды
- Орден Знак Почёта